# Детинка
Детинка (укр. Дитинка) — холм в Киеве, который представляет собой клиновидный отрог Старокиевской горы со стороны Подола. С северной стороны Детинка граничит с древним урочищем Кожемяки, с южной — с Гоначарами, таким образом разграничивает их.
На горе найдены археологические памятники зарубецко-корчеватской культуры (сер. III в. до н. э. — I—II вв. н. э.).
По данным археологии, именно Детинка, а не центральная Замковая гора претендует на статус летописной «Хоревицы».
Также обнаружены наслоения из остатков материальной культуры времен Киевской Руси, например, остатки христианского кладбища XII—XIII веков. Детинка упоминается в многочисленных исторических документах (в частности в «Ревизии Замка Киевского», XVI в.) как важное звено укрепленной части города — детинца.
В настоящее время — заповедная зона. Будучи зеленой территорией в центре города, Детинка стала местом отдыха киевлян — здесь часто делают шашлыки, устраивают пикники.